# Juventus Cisitalia 1944
Questa voce raccoglie le informazioni riguardanti la Juventus Cisitalia nelle competizioni ufficiali della stagione 1944.

## Stagione
A causa della difficile situazione in cui versava il Paese, spaccato in due dagli eventi del secondo conflitto mondiale, la Federazione decise per la sospensione dell'attività calcistica a livello nazionale, rimpiazzata quindi da vari tornei a carattere regionale e non sempre riconosciuti ufficialmente.
Sempre a causa degli eventi bellici, per far sì che i calciatori venissero esentati dal servizio militare, anche la Juventus, come altri club, ricorse all'espediente di associarsi a un'azienda. Per quest'unica stagione la squadra prese quindi il nome di Juventus Cisitalia — talvolta semplicemente appellata come Cisitalia dagli organi d'informazione —, dall'omonima casa automobilistica il cui titolare, Piero Dusio, era anche l'allora patron del club: i giocatori bianconeri vennero così fatti passare per operai necessari al fabbisogno nazionale.
Curiosamente la FIAT, storicamente legata alla Juventus e all'epoca concorrente della Cisitalia, nello stesso periodo si abbinò similarmente ai concittadini del Torino, squadra che assunse pertanto la denominazione di Torino FIAT; decenni dopo Gianni Agnelli ricorderà quel periodo, in cui la sua famiglia si era momentaneamente distaccata dal club bianconero, con il fatto che «io stavo nell'esercito, in guerra, davvero avevo altri pensieri e problemi, altro da fare, da patire, da superare».
La Juventus Cisitalia, ritrovatasi geograficamente sotto l'egida della neonata Repubblica Sociale Italiana, prese così parte al cosiddetto campionato di guerra disputatosi nei territori dell'Alta Italia: dopo aver chiuso al secondo posto della classifica nel gruppo eliminatorio ligure-piemontese, alle spalle del Torino FIAT, i bianconeri terminarono alla medesima posizione anche il successivo girone di semifinale lombardo-piemontese, sempre dietro ai granata, risultato che però stavolta non bastò agli juventini per proseguire l'avventura nel torneo.

## Divise
| Casa | Trasferta | Terza divisa | 1ª portiere |

## Rosa
| N. |                                        | Ruolo | Calciatore            |
| -- | -------------------------------------- | ----- | --------------------- |
|    | Repubblica Sociale Italiana (bandiera) | P     | Lucidio Sentimenti IV |
|    | Repubblica Sociale Italiana (bandiera) | P     | Giuseppe Peruchetti   |
|    | Repubblica Sociale Italiana (bandiera) | D     | Luigi Brunella        |
|    | Repubblica Sociale Italiana (bandiera) | D     | Carlo Parola          |
|    | Repubblica Sociale Italiana (bandiera) | D     | Giovanni Varglien II  |
|    | Repubblica Sociale Italiana (bandiera) | D     | Pietro Rava           |
|    | Repubblica Sociale Italiana (bandiera) | C     | Ostilio Capaccioli    |
|    | Repubblica Sociale Italiana (bandiera) | C     | Teobaldo Depetrini    |

| N. |                                        | Ruolo | Calciatore              |
| -- | -------------------------------------- | ----- | ----------------------- |
|    | Repubblica Sociale Italiana (bandiera) | C     | Felice Placido Borel II |
|    | Repubblica Sociale Italiana (bandiera) | C     | Michele Santacroce      |
|    | Repubblica Sociale Italiana (bandiera) | C     | Ezio Quaranta           |
|    | Repubblica Sociale Italiana (bandiera) | A     | Vittorio Sentimenti III |
|    | Repubblica Sociale Italiana (bandiera) | A     | Alfredo Spadavecchia    |
|    | Repubblica Sociale Italiana (bandiera) | A     | Mario Bo                |
|    | Albania (bandiera)                     | A     | Riza Lushta             |
|    | Repubblica Sociale Italiana (bandiera) | A     | Savino Bellini          |

## Risultati

### Divisione Nazionale

#### Girone eliminatorio
| Arbitro: | Silvano (Torino) |

|                      |           |                                |
| Foglia 35’ Rossi 55’ | Marcatori | 51’ Varglien 70’ V. Sentimenti |

| Arbitro: | Bertolio (Torino) |

|                               |           |             |
| V. Sentimenti 31’ Bo 69’, 76’ | Marcatori | 23’ Bertoni |

| Arbitro: | Mattea (Torino) |

|              |           |                      |
| Falzotti 23’ | Marcatori | 14’ Lushta 74’ Borel |

| Arbitro: | Viarengo (Asti) |

|                                   |           |                          |
| Lushta 16’, 57’ V. Sentimenti 18’ | Marcatori | 43’ Ussello 88’ Costanzo |

| Arbitro: | Bertolio (Torino) |

|                                              |           |  |
| Ferraris 25’ Gabetto 56’, 84’ Piola 69’, 75’ | Marcatori |  |

| Arbitro: | Zavattaro (Casale Monferrato) |

|                                           |           |                                             |
| Bo 5’ Spadavecchia 6’, 86’ Capaccioli 31’ | Marcatori | 3’ Ventimiglia 29’ Bonistalli 42’ D'Alconzo |

| Arbitro: | Lamberti (Cuneo) |

|  |           |                          |
|  | Marcatori | 41’ V. Sentimenti 76’ Bo |

| Arbitro: | Franzi (Vercelli) |

|                                                   |           |            |
| L. Sentimenti 30’, 76’ Spadavecchia 48’, 62’, 90’ | Marcatori | 78’ Grosso |

| Arbitro: | Zavattaro (Casale Monferrato) |

|  |           |                                     |
|  | Marcatori | 33’ L. Sentimenti 48’ V. Sentimenti |

| Arbitro: | Spaudo (Biella) |

|                                                        |           |  |
| V. Sentimenti 17’, 56’ Santacroce 74’ Spadavecchia 86’ | Marcatori |  |

| Arbitro: | Scotto (Savona) |

|                 |           |  |
| Sotgiu 21’, 33’ | Marcatori |  |

| Arbitro: | Canavesio (Torino) |

|                 |           |  |
| Lushta 35’, 66’ | Marcatori |  |

| Arbitro: | Zavattaro (Casale Monferrato) |

|                 |           |                               |
| Castigliano 47’ | Marcatori | 7’ Depetrini 10’ Spadavecchia |

| Torino 16 aprile 1944, ore 15:00 CET 14ª giornata | Juventus Cisitalia | 0 – 0 referto | Torino FIAT | Stadio Municipale Benito Mussolini\| Arbitro: \| Silvano (Torino) \| |
| Arbitro:                                          | Silvano (Torino)   |               |             |                                                                      |

| Arbitro: | Dellarole (Vercelli) |

|                                                |           |                                     |
| Bollano 42’ D'Alconzo 43’ Ventimiglia 57’, 64’ | Marcatori | 38’ Borel 69’ Spadavecchia 82’ Rava |

| Arbitro: | Viarengo (Asti) |

|                                                            |           |                  |
| Spadavecchia 15’ Santacroce 43’, 47’, 68’ Borel 44’ Bo 83’ | Marcatori | 58’ (rig.) Dutto |

| Arbitro: | Silvano (Torino) |

|              |           |                   |
| Guaraldo 74’ | Marcatori | 11’ V. Sentimenti |

| Arbitro: | Silvano (Torino) |

|                            |           |                         |
| Bellini 19’ Santacroce 72’ | Marcatori | 3’ Callegari 39’ Pavese |

#### Girone di semifinale
| Arbitro: | Mattea (Torino) |

|                                      |           |             |
| Borel 39’ Bellini 66’ Santacroce 70’ | Marcatori | 52’ Cadario |

| Arbitro: | Carpani (Milano) |

|                      |           |                |
| Coscia 4’ Gritti 89’ | Marcatori | 19’ Capaccioli |

| Arbitro: | Bergomi (Milano) |

|                           |           |           |
| Ghirlanda 25’ Turconi 90’ | Marcatori | 71’ Borel |

| Arbitro: | Mattea (Torino) |

|        |           |  |
| Bo 82’ | Marcatori |  |

| Arbitro: | Bertolio (Torino) |

|                                  |           |                                        |
| Mazzola 1’, 77’ (rig.) Piola 47’ | Marcatori | 7’, 90’ V. Sentimenti 72’ Spadavecchia |

| Arbitro: | Silvano (Torino) |

|                                                                         |           |               |
| L. Sentimenti 6’ Bo 9’, 56’ V. Sentimenti 30’, 55’ Boniforti 76’ (aut.) | Marcatori | 74’ Boniforti |